# Tien (Vietnam)

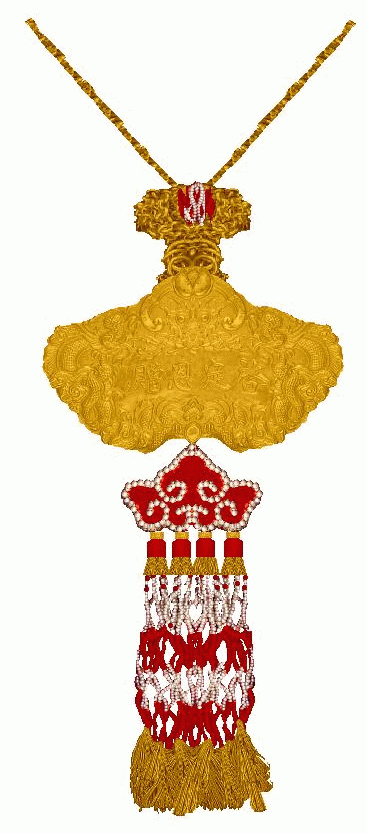
De Khimh Khanh met rode en witte tien

Tien zijn Vietnamese onderscheidingen. Men kent ze in twee soorten, als kralen en als munten.
Een oude vorm van Tien zijn gekleurde kralen van koraal, deze waren in het Keizerrijk Vietnam een onderscheiding. Het recht om deze kralen te dragen werd door de Keizer toegekend aan verdienstelijke hovelingen en bestuurders. De hoge onderscheiding die men de Orde van Khim Khanh noemt en de Damesorde Kim Boi hebben de vorm van veelkleurige tien aan zijden strengen.
De Kim Boi die in 1889 door Keizer Thanh-Thai (1889  - 1907)  als damesorde en evenknie van de oudere maar voor heren gereserveerde Kim Khanh werd ingesteld droeg bij de Ie Klasse, Ie Graad zes Tien en bij de Ie Klasse IIe Graad vier Tien aan de zijden strengen.  
Ook Vietnamese munten werden eeuwenlang als Tien gebruikt. Ze werden doorboord en in het koord waaraan de Khanh werd gedragen geregen. Latere keizers vervingen deze traditie door munten die met een gesoldeerde ring aan een Europees draaglint werden bevestigd.
Het dragen van tien in de vorm van munten werd door Keizer Minh Mang (1820 - 1841) hervormd. De laatste uitvoering van deze onderscheiding werd afhankelijk van het gebruikte metaal "Kim Tien" (goud), "Ngan Tien" (groot en van zilver) en "Dong Tien" (klein en van zilver) genoemd
De muntvormige Tien hielden in 1945 op te bestaan..